# Hyacintduif

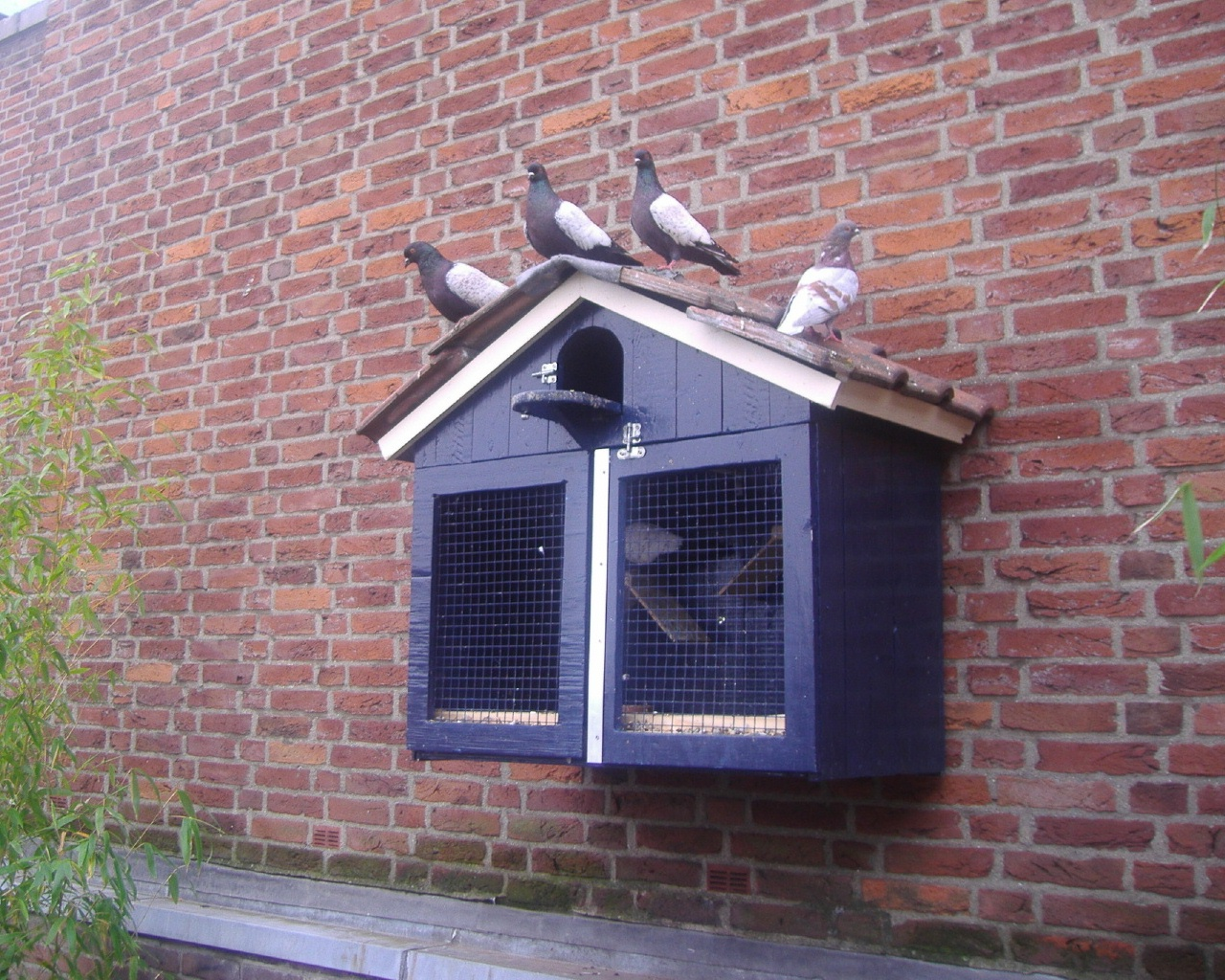
Drie hyacintduiven op een til

De hyacintduif wordt algemeen beschouwd als een Nederlandse sierduif. Nader onderzoek leert dat het Nederlandse aandeel voornamelijk te maken heeft met de instandhouding en de verdere ontwikkeling van dit ras. Zo is in Nederland de eerste standaard voor dit ras opgesteld. Zonder Nederlandse liefhebbers zou de hyacintduif hoogstwaarschijnlijk rond 1900 zijn uitgestorven. 
De hyacintduif heeft het type van een veldduif, maar wel iets zwaarder en meer gedrongen. De borst is breed en mooi gerond. De hals is vrij kort en de rug is breed en vlak. De grondkleur is donkerblauw met veel purperen en groene glans op de borst. De vleugelschilden zijn room- tot ivoorwit (de laatste heeft momenteel de voorkeur) waarbij elk schildveertje een donkerblauw driehoekje laat zien op het schild, de zogenaamde schubtekening. De slagpennen hebben op het uiteinde een witte ronde ‘parel’. Deze parels samen (op beide kanten) vormen de vinkentekening. De ogen zijn oranjerood van kleur.
Van oorsprong komt deze duif waarschijnlijk uit Frankrijk, hoewel ook in Engelse boeken geschreven wordt over een duif die voldoet aan de kenmerken van de huidige hyacintduif. Aangenomen wordt dat de hyacintduif de Cauchois als voorouder heeft. Een kleurslag van dit ras heeft een vergelijkbare schubtekening. Ook de spreeuwduif toont verwantschap, onder andere vanwege de merkwaardige vinkentekening. Verder schijnt ook de Modena Schietti te zijn gebruikt voor verbetering van het ras.
In 2000 werd het aantal hyacintduiven volgens Stichting Zeldzame Huisdieren (SZH) op circa 200 koppels geschat. Hiermee is dit ras, na de Gelderse slenk, de zeldzaamste Nederlandse sierduif. De laatste jaren is er een groeiende belangstelling voor de hyacintduif wat de populatie ten goede komt.